# Джемилкьой
Джемилкьой (на турски: Cemilköy) е село в Кападокия, Турция, вилает Невшехир.

## География
Селото е разположено на 15 километра от град Юргюп по пътя за Йешилхисар.

## История
До 1924 година селището има гръцко население, което по Лозанския договор се изселва в Гърция. На мястото на гръцкото население е заселено част от помашкото население на костурското село Жервени. Към началото на XXI век жервенци все още пазят обичаите мартинки (мартеници), дудулешка (за викане на дъжд) и Гергеден (Гергьовден) и Митроден (Димитров ден).